# Barbarella (Rakete)

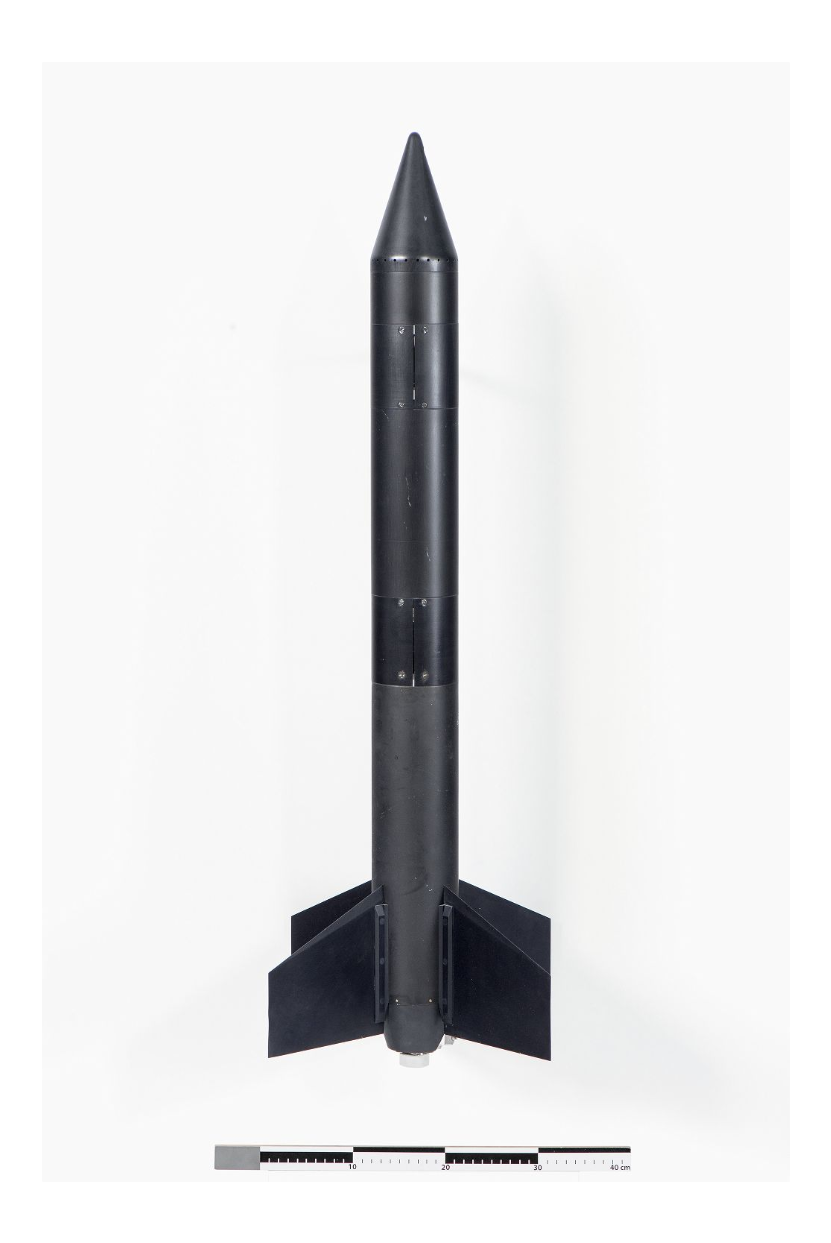

Barbarella war die Bezeichnung der ersten deutschen Hybridrakete. 
Sie wurde zu Beginn der 1970er-Jahre von Studenten der TU München unter Leitung von Robert Schmucker und Winfried M. Schauer entwickelt und am 12. März 1974 von der Hubinsel Barbara in der Ostsee gestartet. Die Barbarella war einen Meter lang und wog beim Start 10 kg. Sie hatte einen Schub von 370 N und verwendete als Treibstoff ein Toluidin-Aminophenol-Gemisch und rote rauchende Salpetersäure.
Für die Entwicklung von Barbarella war maßgeblich die Wissenschaftliche Arbeitsgemeinschaft für Raketentechnik und Raumfahrt (WARR) verantwortlich, die 1962 von R. Schmucker als Studentengruppe an der TU München gegründet wurde.
Die Barbarella ist heute im Deutschen Museum in München ausgestellt.